# Jean Grémillon
Jean Grémillon (* 3. Oktober 1901 in Bayeux, Basse-Normandie; † 25. November 1959 in Paris) war ein französischer Filmregisseur.

## Leben
Jean Grémillon begann seine Karriere als Violinist, der in Stummfilmorchestern tätig war. Ab 1923 begann er selbst Filme zu drehen, zunächst Dokumentarfilme und Filme mit Avantgarde-Charakter. Sie erfreuten sich bei den Intellektuellen wegen ihrer Kunstfertigkeit großer Beliebtheit, ohne kommerziell besonders erfolgreich zu sein. Nach einem ersten künstlerischen Höhepunkt mit Gardiens de Phare (1929), seinem letzten Stummfilm, ging er nach Deutschland und Spanien, um sich von der dortigen Avantgarde neue Anregungen zu holen, so erinnert Grémillons Film L'Etrange Monsieur Victor (1937) atmosphärisch an Werke von Fritz Lang. Doch gelang Grémillon erst in den 1940er Jahren mit seinen cineastischen Visionen der Durchbruch (besonders erfolgreich: Lumière d'été (1943)), wobei er wiederholt mit den Schauspielern Jean Gabin und Madeleine Renaud arbeitete. Sprung in die Wolken (1944) ist eine Hommage an weibliche Flugpioniere, Les désastres de la guerre (1949) eine Anklage gegen den Krieg, Pattes blanches (1949) die Verfilmung eines Drehbuchs von Jean Anouilh über den Niedergang eines Aristokraten. Zu seinen letzten Filmen zählen: L'amour d'une femme (1954), La maison aux images (1955) und André Masson et les quatre elements.
In den Jahren 1943–1958 war er Vorsitzender der Cinémathèque Française.

## Filmografie
- 1928: Maldone
- 1930: Die kleine Lise (La petite Lise)
- 1937: Der merkwürdige Monsieur Victor (L’étrange Monsieur Victor)
- 1937: Der Herzensbrecher (Gueule d’amour)
- 1939/41: Schleppkähne (Remorques)
- 1943: Sprung in die Wolken (Le ciel est à vous)
- 1943: Wetterleuchten (Lumière d’été)
- 1948: Tödliche Leidenschaft (Pattes blanches)
- 1949: Die Freuden des Daseins (Les Charmes de l’existence)
- 1950: Sündige Liebe (L’étrange Madame X… )
- 1953: Die Liebe einer Frau (L’amour d’une femme)